# Leptogium tacomae
Leptogium tacomae är en lavart som beskrevs av P. M. Jørg. & Tønsberg. Leptogium tacomae ingår i släktet Leptogium och familjen Collemataceae.   Inga underarter finns listade i Catalogue of Life.